# Wojciech Roeske
Wojciech Roeske (ur. 9 lutego 1916 w Trzemesznie, zm. 25 kwietnia 2001 w Krakowie) – polski farmakolog, wykładowca Collegium Medicum Uniwersytetu Jagiellońskiego, podpułkownik Wojska Polskiego.

## Życiorys
W 1945 roku uzyskał dyplom magistra farmacji. Przez kilka lat był asystentem prof. Władysława Szafera w Ogrodzie Botanicznym UJ, gdzie w 1949 roku obronił pracę doktorską z farmakognozji, a następnie został powołany do  służby wojskowej w korpusie Sanitarnym WP. Pracował m.in. jako kierownik apteki w Okręgowym Szpitalu Wojskowym w Krakowie. Po skończeniu służby wojskowej, w latach 1961-65 wykładał historię farmacji i deontologię w Akademii Medycznej we Wrocławiu. Był pierwszym doktorem habilitowanym farmacji w Polsce – tytuł uzyskał na Wydziale Farmaceutycznym AM w Łodzi. Wykładał historię farmacji i był kierownikiem Zakładu Historii Farmacji AM w Krakowie. W latach 1965–86 był dyrektorem Muzeum Farmacji w Krakowie. Profesor na Wydziale Farmacji.
Autor 14 książek m.in. Polskie apteki (1991), Zarys fitoterapii - Farmakologia i Receptura Ziół Leczniczych (1955), Bibliografia Polskiej Historiografii Farmaceutycznej (1973), 17 broszur i ponad 300 artykułów w czasopismach polskich i zagranicznych.
Członek Polskiego Towarzystwa Farmaceutycznego, Académie Internationale d′Histoire de la Pharmacie, Société d′Histoire de la Pharmacie, Deutsche Gesellschaft für Geschichte der Pharmazie, członek zarządu Internazionale Gesellschaft für Geschichte der Pharmazie. Jest laureatem Medalu Urdanga, przyznanego mu w 1993 roku przez American Institute of the History of Pharmacy za całokształt osiągnięć w światowej historiografii farmaceutycznej. Jest także laureatem Plakiety Schelenza (Schelenz-Plaquette, 1981) przyznawanej przez Międzynarodowe Towarzystwo Historii Farmacji. W 1975 otrzymał Krzyż Kawalerski Orderu Odrodzenia Polski. 
Uczestnik wielu międzynarodowych i krajowych kongresów naukowych.
Pochowany na cmentarzu Rakowickim w Krakowie.